# Амплітуда коливання температури повітря
Амплітуда коливань температури повітря (лат. amplituda — величина) — у метеорології це показник, який вираховується як різниця між мінімальними і максимальними абсолютними або середніми температурами повітря за добу, місяць або рік. Амплітуда коливань температури повітря показує кліматичні особливості місцевості. 

## Характеристика
Найчастіше визначають добову й річну амплітуди температур, але інколи визначають місячну.
Види амплітуд температур:

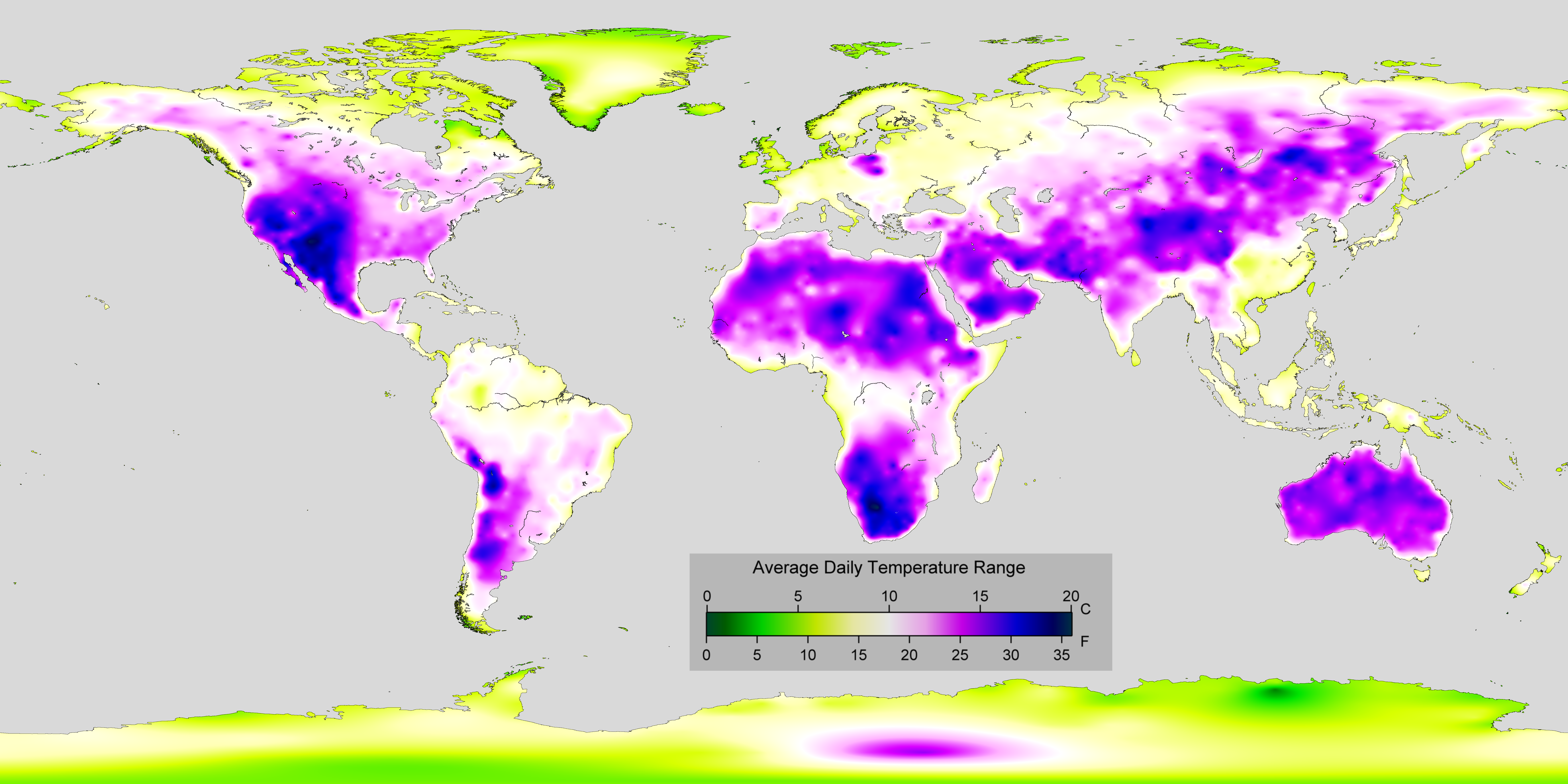
Карта добових амплітуд температур на суходолі 1951-1980 рр

Добова амплітуда температур - різниця між мінімальними і максимальними абсолютними температурами повітря за добу. Наприклад, 22 листопада 2023 року в м. Чернігові добова амплітуда температури становила 3°С. Найвища температура повітря протягом доби становила -3°С, а найнижча -6°С;
Місячна амплітуда температур - різниця між мінімальними і максимальними середніми температурами повітря протягом місяця;
Річна амплітуда температур - різниця між мінімальними (зазвичай січень у північній півкулі) і максимальними (зазвичай липень у тій самій півкулі) середніми температурами повітря протягом року. Наприклад, у 2022 році по м. Київ річна амплітуда температури становила 23,7°С. найнижча середньомісячна температура спостерігалась в січні -1,4°С, а найнижча — в серпні +22,36°.

## Фактори зміни амплітуди температур
Величина амплітуди температури залежить від багатьох факторів. причому фактори зміни добової, місячної, річної температури знаходяться в прямій залежності.

### Фактори зміни добової амплітуди
Поверхня ґрунту — чим більша амплітуда температури поверхні ґрунту, тим більша вона і в повітря;
Хмарність — за ясної погоди вона значно більша, ніж за хмарної;
Широта місцевості — зі збільшенням широти місцевості амплітуда зменшується, найбільші добові амплітуди спостерігаються в субтропічних широтах;
Пора року — найбільші амплітуди в помірних широтах спостерігаються влітку (липень), найменші — взимку (січень);
Підстилаюча поверхня — над морями добова амплітуда становить 1-2 °С, в середині материків вона досягає 15-20°С, а в пустелях 30°С;
Рельєф місцевості — на увігнутих формах рельєфу (в долинах)добова амплітуда температури повітря більша у порівнянні з рівнинами, а на вигнутих формах рельєфу (на вершинах гір та пагорбів) — менша (закон Воєйкова).
Відстань від земної поверхні (термічний градієнт)— в атмосфері при віддаленні від земної поверхні амплітуда зменшується і запізнюється. Так, на висоті 300 м над суходолом амплітуда добового ходу температури становить близько 50 % від амплітуди поблизу земної поверхні, а мінімуми та максимуми настають на 1,5-2 години пізніше. На висоті 1 км добова амплітуда зменшується до 1-2 °С, на висоті 2 — 5 км 0,5-1 °С, а денний максимум зміщується на вечір.

### Фактори зміни річної амплітуди
Географічна широта — зі збільшенням географічної широти річна амплітуда температури повітря збільшується. Вони менші біля екватора (1°С), зростають у середніх широтах (28°С на широті Києва). причиною є збільшення різниці між літніми і зимовими величинами сонячної радіації;
Характер підстилаючої поверхні — амплітуди температури повітря над суходолом значно більші, ніж над водною поверхнею;
Континентальність — у позатропічних географічних поясах вона закономірно зростає у міру руху від океанічних берегів у глиб континентів;
Циркуляція атмосфери — від повторюваності в даному місці морського та континентального повітря.
Найбільші річні коливання температури спостерігаються в північно-східній Азії, Північній Америці та Антарктиді. У високих широтах амплітуда може спостерігатися 30-60оС. Середні амплітуди у 10-30 оС спостерігаються над пустелею Сахара, Південною Африкою, Австралією, рештою Азії та Північної Америки, а також південною частиною Південної Америки. Найменші перепади відчуваються над екватором і океанами, а саме 3-7 оС.

## Рекорди амплітуди температур
Найбільші річні амплітуди температур зафіксовані в Республіці Саха (Якутія) — до 95 °С: узимку температура сягає –65 °С, улітку — +30 °С. Абсолютний рекорд річної амплітуди температур — у м. Верхоянську (105 °С).
Найбільше коливання температури в одному місці за добу було  у Лома, штат Монтана, США, 14-15 січня 1972 року. Воно  становило  57,2°C. За день було підвищення з   -47,7°C  о 9 ранку 14 січня до 9,4°C  8 ранку 15 січня. 
Найбільша добова амплітуда температури повітря в Києві 19,0ºС була 4 лютого 2014 року. 
В Україні найбільші річні амплітуди температур спостерігаються на сході до 28°С, оскільки збільшується континентальність.

## Значення і вплив
У сільському господарстві велике значення має добова амплітуда температур, оскільки помірні коливання температури повітря сприяють тренуванню механізмів терморегуляції рослинного організму, а великі амплітуди температур ускладнюють ведення сільського господарства та можуть спричинить зменшення врожаїв.
Часті, високоамплітудні і різкі стрибки температури повітря, які протягом доби можуть змінитися на 10 градусів і більше впливають не лише на людей із захворюваннями серцево-судинної системи, а й метеозалежних людей. Вони можуть спричинити запаленнями різної етіології, підвищення вироблення гістаміну, який є основним провокатором алергічних захворювань.